# Atabaque (candomblé)

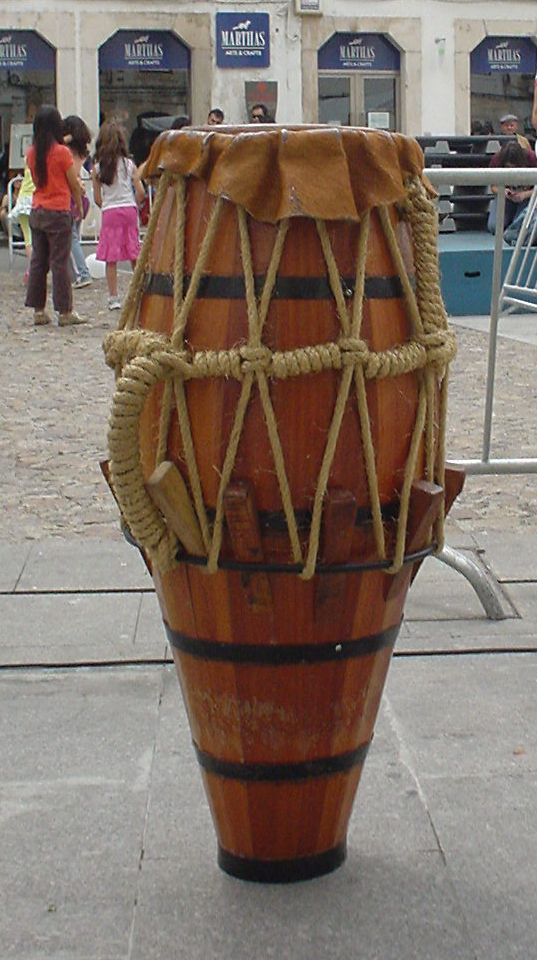
Atabaque de cunha

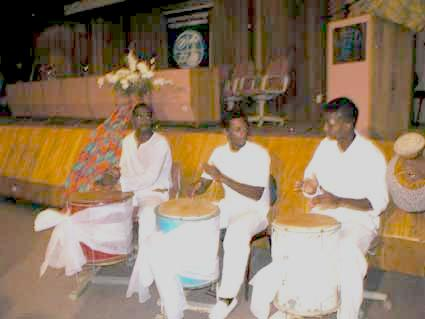
Ilus em uma abertura religiosa

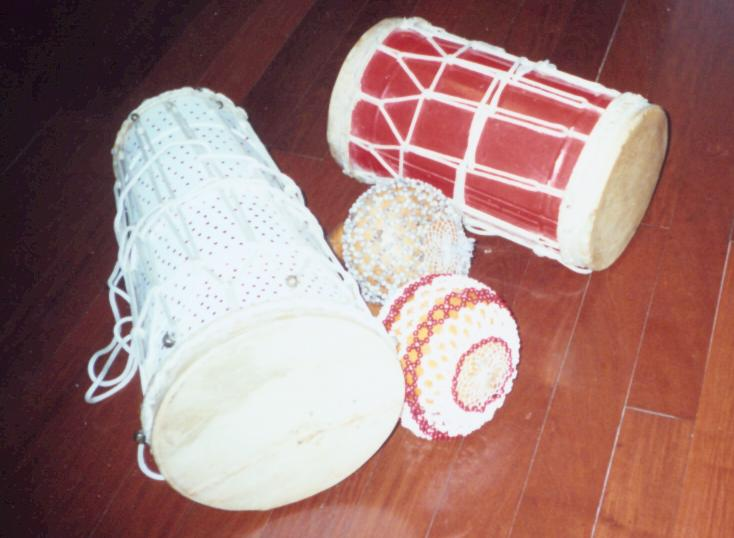

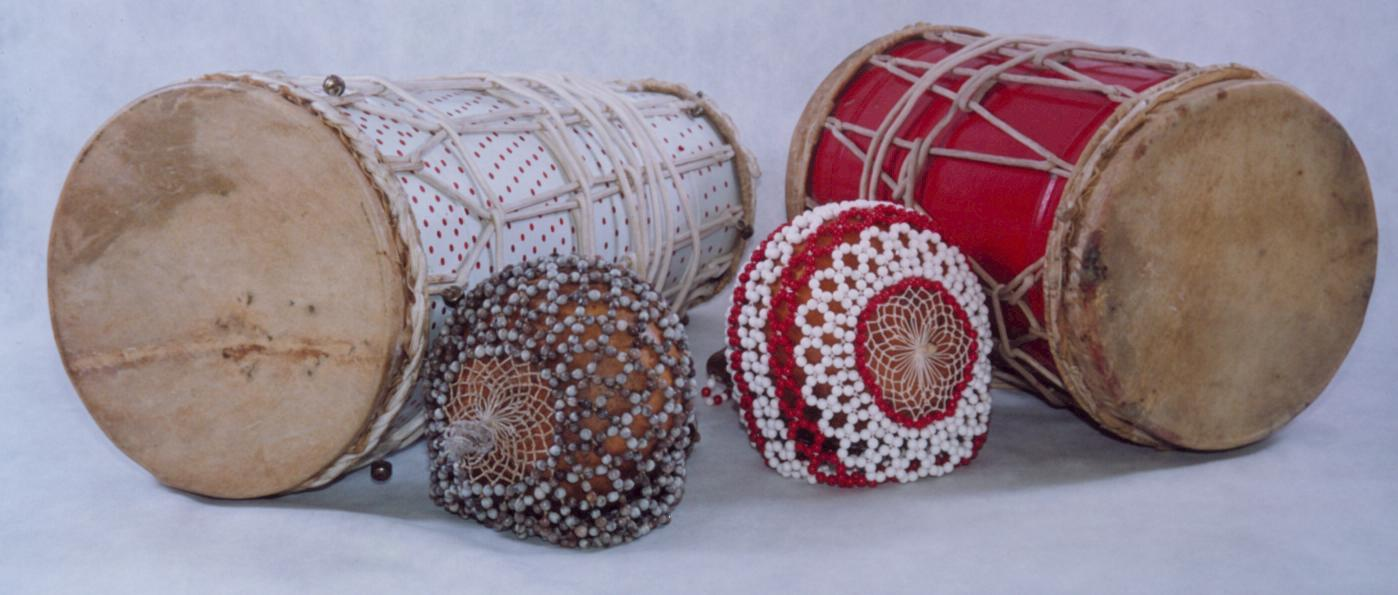

Atabaque é um instrumento musical que chegou ao Brasil através dos escravos africanos, é usado em quase todo ritual afro-brasileiro, típico do Candomblé e da Umbanda e das outras religiões afro-brasileiras e influenciados pela tradição africana. De uso tradicional na música ritual e religiosa, empregados para convocar os orixás, inquices e Voduns. É feito em madeira e aros de ferro que sustentam o couro. Nos terreiros de candomblé, os três atabaques utilizados são chamados de "rum", "rumpi" e "le". O rum, o maior de todos, possui o registro grave; o do meio, rumpi, em o registro médio; o lé, o menor, possui o registro agudo. O trio de atabaques executa, ao longo do xirê, uma série de toques que devem estar de acordo com os orixás que vão sendo evocados em cada momento da festa. Para auxiliar os tambores, utiliza-se um agogô; em algumas casas tocam-se também cabaças e afoxés. (professor Luiz Antônio Simas)
Os atabaques no candomblé são objetos sagrados e renovam anualmente esse Axé. São usados unicamente nas dependências do terreiro, não saem para a rua como os que são usados nos blocos de afoxés, estes são preparados exclusivamente para esse fim.
Os atabaques são encourados com os couros dos animais que são oferecidos aos Orixás, independente da cerimônia que é feita para consagração dos mesmos quando são comprados, o couro que veio da loja geralmente é descartado, o cilindro de madeira só depois de passar pelos rituais é que poderá ser usado no terreiro.
O som é o condutor do Axé do Orixá, é o som do couro e da madeira vibrando que trazem os Orixás, são sinfonias africanas sem partitura.
Os atabaques do candomblé só podem ser tocados pelo Alabê (nação Queto), Xicarangoma (nações Angola e Congo) e Runtó (nação Jeje) que é o responsável pelo rum (o atabaque maior), e pelos ogãs nos atabaques menores sob o seu comando, é o Alabê que começa o toque e é através do seu desempenho no rum que o Orixá vai executar sua coreografia, de caça, de guerra, sempre acompanhando o floreio do Rum. O Rum é que comanda o rumpi e o le.
Os atabaques são chamados de Ilubatá ou Ilu na nação Queto, e ingomba na nação Angola, mas todas as nações adotaram também os nomes Rum, Rumpi e Le para os atabaques, apesar de serem denominação Jeje.
Essa é a diferença entre o atabaque do candomblé e do atabaque instrumento musical comprado nas lojas com a finalidade de apresentações artísticas, que normalmente são industrializados para essa finalidade.

## Descrição
O atabaque tradicional é feito em madeira e aros de ferro que sustentam e esticam o couro. Nos terreiros de candomblé, os três atabaques utilizados são chamados de "rum", "rumpi" e "le". O rum, o maior de todos, possui o registro grave; o do meio, rumpi, tem o registro médio; o lé, o menor, possui o registro agudo podendo ser usado o aquidavi para a percussão. O trio de atabaques executa, ao longo do xirê, uma série de toques que devem estar de acordo com os orixás que vão sendo evocados em cada momento da festa. Para auxiliar os tambores, utiliza-se um agogô; em algumas casas tocam-se também cabaças e afoxés.
Os atabaques no candomblé são objetos sagrados e renovam anualmente esse axé. São usados unicamente nas dependências do terreiro, não saem para a rua como os que são usados nos  blocos de afoxés, estes são preparados exclusivamente para esse fim. Os atabaques são encourados com os couros dos animais que são oferecidos aos Orixás, independente da cerimônia que é feita para consagração dos mesmos quando são comprados, o couro que veio da loja geralmente é descartado, o cilindro de madeira só depois de passar pelos rituais é que poderá ser usado no terreiro.
O som é o condutor do axé do Orixá, é o som do couro e da madeira vibrando que trazem os Orixás, são sinfonias africanas sem partitura. Os atabaques do candomblé só podem ser tocados pelo Alabê (nação Queto), Xicarangoma (nações Angola e Congo) e Runtó (nação Jeje) que é o responsável pelo rum (o atabaque maior), e pelos ogãs nos atabaques menores sob o seu comando, é o Alabê que começa o toque e é através do seu desempenho no rum que o Orixá vai executar sua coreografia, de caça, de guerra, sempre acompanhando o floreio do Rum. O Rum é que comanda o rumpi e o le. Os atabaques são chamados de Ilubatá ou Ilu na nação Queto, e ingomba na nação Angola, mas todas as nações adotaram também os nomes Rum, Rumpi e Le para os atabaques, apesar de serem denominação Jeje.
Essa é a diferença entre o atabaque do candomblé e do atabaque instrumento musical comprado nas lojas com a finalidade de apresentações artísticas, que normalmente são industrializados para essa finalidade.
Segundo Edison Carneiro, o som do atabaque é o mesmo tam-tam de todos os povos primitivos do mundo. Consiste numa pele seca de animal esticada sobre a extremidade de um cilindro oco. Já no tempo de Manuel Querino, havia várias espécies de tabaques como eram chamados na época: pequenos Batá, grandes Ilu e os atabaques de guerra, batá cotô (bàtá koto), que desempenharam grande papel nos levantes de escravos, na Bahia no começo do século XIX, o que determinou a proibição expressa de sua importação desde 1835.

## Características locais
No Brasil, cada região possui características um pouco distintas na utilização dos atabaques nos terreiros de Candomblé.

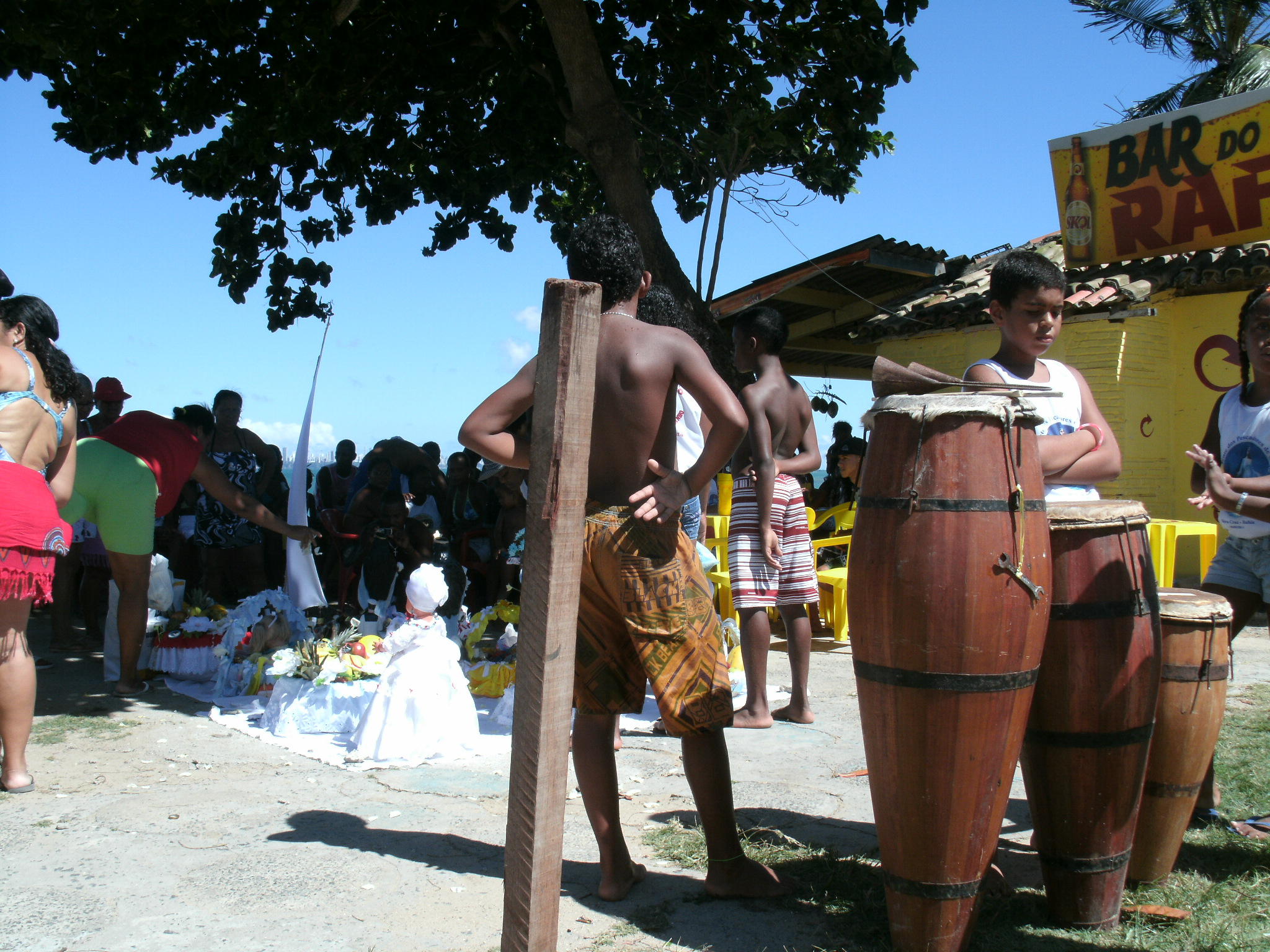
Atabaques de tarraxa do candomblé em Itaparica.

### Bahia
Raul Lody descreve que "os atabaques sempre foram alvo da polícia baiana e estavam terminantemente proibidos durante o Estado Novo. Para tocar os instrumentos, somente na clandestinidade, já que a Delegacia de Jogos e Costumes não costumava dar sopa. Mas um encontro nos bastidores mudaria essa história. Aproveitando uma viagem ao Rio de Janeiro, mãe Aninha, fundadora do Ilê Axé Opô Afonjá, em São Gonçalo do Retiro, usou de sua influência e conseguiu uma audiência com o presidente Getúlio Vargas.
Ela só queria cultuar a religião dos seus antepassados e Getúlio não teria como resistir ao pedido legítimo de uma criatura tão doce. O encontro de Aninha com o presidente do Brasil resultaria no Decreto 1.202, que permitiu o uso dos atabaques nos terreiros. O acontecimento é considerado um passo importante para a liberação definitiva do controle policial sobre os candomblés, o que só ocorreu em 1976, no governo de Roberto Santos. Na ocasião, a notícia foi recebida com entusiasmo pelo povo de santo da Bahia, em plena festa da Lavagem do Bonfim."

### Maranhão
No Maranhão se toca tambor nas casas de Tambor de Mina, os batás ou abatás são tambores horizontais feitos de madeira, compensado ou zinco, encourados com pele nas duas extremidades, apoiados sobre um cavalete de madeira, afinados por torniquete e tocados com as mãos. Seus tocadores são chamados de batazeiros ou abatazeiros.
No Jeje-Mina, na Casa das Minas os toques são realizados por três tambores com couro numa só boca (hum, humpli e gumpli), batidos com a mão e com aguidavi. São também acompanhados pelo ferro (gã) e por cabaças pequenas revestidas de contas coloridas.

### Pernambuco
No Recife os tambores são denominados de ilus usados no Xambá e alfaias que são usados nos Maracatus do Xangô do Recife usam pequenos tambores de barril, com couro nas duas extremidades, são tocados com birros o nome que recebe as baquetas de madeira. Na Nação Xambá, o Terreiro Santa Bárbara localizado em Portão do Gelo em Olinda, seus atabaques são chamados Ilu. O ritmo do Maranhão é diferente do de Pernambuco e o de Pernambuco é similar ao tocado na Bahia. A diferença está nos instrumentos.

### Rio de Janeiro
O Caxambu é o tambor cerimonial maior ou principal utilizado na manifestação cultural afro-brasileira denominada Jongo. O Candomblé de caboclo que é uma mistura de candomblé e umbanda, tanto toca cantigas de várias nações como pontos e rezas.

### Rio Grande do Sul
No Batuque os tambores ou atabaques são um pouco diferentes do que é usado no Candomblé. Dos instrumentos da foto o maior (branco e vermelho) é chamado de Inhã e o tambor vermelho é o de uso tradicional da Nação Ijexá. Os outros dois instrumentos do centro são o Abê (instrumento feito com uma cabaça inteira trançada com cordão e contas diversas), no Candomblé é chamado de Afoxé. Ao som dos tambores, as pessoas formam uma roda de dança em louvor aos Orixás, a cada um com coreografias especiais de acordo com suas características.

## Toque
Tecnicamente, existem diversos tipos de toque, que é o formato da percussão dos tambores ou atabaque que varia de acordo com a nação do Candomblé. Essa percussão pode ser feita com as mãos ou com duas varetas de nome aguidavi, dependendo do ritmo (toque) e do atabaque que está sendo tocado.
"Dobrar os couros" - é um repique lento sequencial e cadenciado que é feito para homenagear visitas ilustres que estão chegando no terreiro, praticamente é o convite para a pessoa entrar. Durante a festa, quando chegam os convidados ou sacerdotes e ogãs de outras casas, interrompe-se o toque que está sendo executado para os orixás e dobra-se os couros, após a entrada dos convidados o toque é retomado normalmente. Algumas casas de candomblé não usam dobrar os couros para as visitas, mas a maioria considera isso uma honra. Dobra-se os couros também em outras ocasiões, mas sempre para homenagear.
Nas casas de candomblé bantu Angola e Congo, são tocados só com as mãos, e não se faz uso dos aguidavis.
A palavra também pode ser usada como "toque de candomblé", referindo-se as festas públicas, ou "toque de orixá", com alguns exemplos:
- Hamunha ou Avamunha :[5] Toque que serve para saída e recolhimento de filhos e orixás.
- Adarrum: Toque que serve para chamar voduns[6]
- Opanijé : Toque para o Orixá Obaluaiê
- Alujá : Toque para o Orixá Xangô [7]
- Batá : Toque para o Orixá Ogum [8]
- Ijexá : Toque para o Orixá Oxum
- Ilu: Toque para o Orixá Oiá
- Agueré : Toque para o Orixá Oxóssi
- Ibim : Toque para o Orixá Oxalá
- Batá : Toque para o Orixá Oxalá
- Bravum : Toque para o Orixá Oxumarê
- Sató : Toque para o Orixá Nanã
- Barravento[9] : Toque de Angola e Congo
- Congo de Ouro : Toque de Angola e Congo
- Muzenza : Toque de Angola e Congo
- Cabula : Toque de Angola e Congo

## Grupos de percussão
- Congo de Ouro
- Grupo Batacotô
- Grupo Ofá
- Batuque brasileiro